# Orano Recyclage
Orano Recyclage (anciennement Cogema, puis Areva NC, puis Orano Cycle, abrégé en ORE) est une filiale du groupe Orano, après avoir été une filiale d'Areva jusqu'en 2018. Celle-ci a succédé à la Cogema lors de son intégration à Areva en 2006. Elle est spécialisée dans le Enrichissement et retraitement de matière nucléaire.
Les deux principaux site d'ORE sont:
- L'usine de retraitement de la Hague retraitant les combustibles nucléaires usagés, séparant l'uranium appauvri, le plutonium, et les déchets ultimes ;
- L'usine Melox de Marcoule, produisant du combustible MOX à partir du plutonium récupéré.

## Histoire
| Date        | Designation     | Changement |
| ----------- | --------------- | --- |
| avant 2001  | Cogema          | - |
| 2001-2018   | Areva NC        | Création d'une nomenclature commune des entreprises du groupe Areva (Cogema devient Areva NC, Framatome ANP devient Areva NP, Technicatome Areva TA...)                                                                                       |
| 2018-2020   | Orano Cycle     | Change de nom suite à la restructuration d'Areva et garde seulement le "C" de Areva NC pour devenir Orano Cycle. |
| depuis 2020 | Orano Recyclage | L'ex branche Areva NC devenant l'activité principale d'Orano, l'entreprise décide en 2020 de scinder en plusieurs sous entités ses activités, les activités basées à la Hague et à Melox sont regroupées sous la désignation Orano Recyclage. |

### Areva Nuclear Cycle (2001-2018)
Dans la fin de l'année 2000, le gouvernement français entame une profonde restructuration de l'industrie nucléaire française, 3 principales entités sont alors rapprochées : COGEMA, CEA Industrie et Framatome.
Le nouveau consortium alors dénommé temporairement Topco entre en vigueur en juin 2001 pour être renommé Areva en septembre 2001 avec l'arrivée d'Anne Lauvergeon le mois dernier. La branche auparavant opérée par la COGEMA est alors intégrée à la nouvelle nomenclature des business unit d'Areva et prend le nom Areva NC pour Nuclear Cycle.

### Orano Cycle
A la création d'Orano, en janvier 2018, Areva NC devient Orano Cycle. Jusqu'en 2020, Orano Cycle était présente en France et à l'international : dans plus de 30 pays répartis sur les cinq continents. En France, elle exploite notamment l'usine de retraitement de la Hague, le site nucléaire de Marcoule, celui de Pierrelatte (site nucléaire du Tricastin) et le centre de Cadarache. Elle employait environ 19 000 salariés.
En 2020, Orano Cycle est scindé en trois entités juridiques :
- Orano Recyclage récupère les activités de recyclage;
- Orano CE (Chimie-Enrichissement) récupère les activités de chimie et d'enrichissement d'uranium;
- Orano Démantèlement récupère les activités de démantèlement et de services aux installations nucléaires.